# Microrape camela
Microrape camela är en fjärilsart som beskrevs av Hopp 1927. Microrape camela ingår i släktet Microrape och familjen Megalopygidae. Inga underarter finns listade i Catalogue of Life.